# Golden State Warriors 2003-2004
La stagione 2003-04 dei Golden State Warriors fu la 55ª nella NBA per la franchigia.
I Golden State Warriors arrivarono quarti nella Pacific Division della Western Conference con un record di 37-45, non qualificandosi per i play-off.

## Risultati
| Squadra                | V  | P  | PCT  | GB |
| ---------------------- | -- | -- | ---- | -- |
| Los Angeles Lakers     | 56 | 26 | 68,3 | -  |
| Sacramento Kings       | 55 | 27 | 67,1 | 1  |
| Portland Trail Blazers | 41 | 41 | 50,0 | 15 |
| Golden State Warriors  | 37 | 45 | 45,1 | 19 |
| Seattle SuperSonics    | 37 | 45 | 45,1 | 19 |
| Phoenix Suns           | 29 | 53 | 35,4 | 27 |
| Los Angeles Clippers   | 28 | 54 | 34,1 | 28 |

## Roster
| N° | Naz.                   | Ruolo | Sportivo          | Anno | Alt. | Peso \|\| |
| -- | ---------------------- | ----- | ----------------- | ---- | ---- | --------- |
| 1  | Stati Uniti (bandiera) | A     | Troy Murphy       | 1980 | 211  | 111       |
| 2  | Francia (bandiera)     | GA    | Mickaël Piétrus   | 1982 | 198  | 98        |
| 3  | Stati Uniti (bandiera) | AC    | Clifford Robinson | 1966 | 208  | 102       |
| 5  | Stati Uniti (bandiera) | G     | Rusty LaRue       | 1973 | 188  | 95        |
| 6  | Stati Uniti (bandiera) | G     | Avery Johnson     | 1965 | 178  | 79        |
| 7  | Stati Uniti (bandiera) | A     | Dan Langhi        | 1977 | 211  | 100       |
| 9  | Stati Uniti (bandiera) | G     | J.R. Bremer       | 1980 | 188  | 84        |
| 10 | Stati Uniti (bandiera) | G     | Speedy Claxton    | 1978 | 180  | 75        |
| 21 | Stati Uniti (bandiera) | A     | Sean Lampley      | 1979 | 201  | 103       |
| 23 | Stati Uniti (bandiera) | G     | Jason Richardson  | 1981 | 198  | 100       |
| 25 | Stati Uniti (bandiera) | C     | Erick Dampier     | 1975 | 211  | 120       |
| 31 | Stati Uniti (bandiera) | C     | Adonal Foyle      | 1975 | 208  | 113       |
| 34 | Stati Uniti (bandiera) | GA    | Mike Dunleavy     | 1980 | 206  | 100       |
| 35 | Stati Uniti (bandiera) | A     | Brian Cardinal    | 1977 | 203  | 111       |
| 37 | Stati Uniti (bandiera) | G     | Nick Van Exel     | 1971 | 185  | 77        |
| 40 | Stati Uniti (bandiera) | GA    | Calbert Cheaney   | 1971 | 201  | 95        |
| 44 | Stati Uniti (bandiera) | AC    | Cherokee Parks    | 1972 | 211  | 107       |
| 54 | Stati Uniti (bandiera) | A     | Popeye Jones      | 1970 | 203  | 113       |

## Staff tecnico
- Allenatore: Eric Musselman
- Vice-allenatori: Keith Smart, Jason Hamm, Jim Boylen, Tom Sterner, David Fizdale
- Preparatore atletico: Tom Abdenour
- Preparatore fisico: Mark Grabow